# Toma Prošev

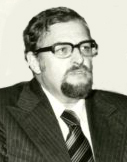
Toma Prošev

Toma Prošev (* 10. November 1931 in Skopje, Königreich Jugoslawien; † 12. September 1996 in Zlatin, Kroatien) war ein jugoslawischer Komponist, Musikwissenschaftler und Dirigent.

## Leben
Prošev studierte Komposition an der Musikakademie in Ljubljana bei Lucijan Marija Škerjanc. Er erhielt eine staatliche Anerkennung in Form eines Stipendiums, das ihm einen jährlichen Studienaufenthalt in Paris ermöglichte und studierte dort bei Nadia Boulanger. Er unterrichtete und komponierte im Wechsel in Skopje und Zagreb. 1957 bis 1960 war er Produzent bei Radio-Zagreb. In Skopje gründete er 1968 das Sveta Sofija Ensemble für Zeitgenössische Musik, welches das 1964 von ihm gegründete Kormoni Ansambl Musica Nova in Zagreb ablöste. 1968 erlitt Prošev unerwartet eine schwere Lähmung seines ganzen Körpers, ausgehend vom Rückgrat, und musste lange völlig in Gips liegen. Danach ging er für zwei Jahre als Direktor zur Oper und schrieb Musiken für mazedonische Filme. Zwischen 1975 und 1977 wurde Prošev zum Dekan (Hochschule) befördert. 1981 erhielt er die Doktorwürde in Musikwissenschaft an der Musikakademie in Sarajevo. Er siedelte nach Zagreb über, war dort bis 1985 Direktor des Philharmonischen Orchesters und bis 1991 Direktor des Bereichs Musik bei Radio-Zagreb. Prošev war Generalsekretär des jugoslawischen und Präsident des mazedonischen Komponistenverbands.
Prošev war der bedeutendste mazedonische Komponist seiner Generation. Er verwendete häufig Zwölftontechniken, komponierte in späteren Werken frei atonal und bediente sich gelegentlich auch elektronischer Klänge.

## Werke (Auswahl)

### Orchesterwerke
- Das Massengrab, Oratorium, 1961
- Das Spinnennetz, Oper, 1961
- 1. Symphonie, 1961
- 5 Aphorismen für Klavier, 1962
- Drittes Blasquintett, 1963
- Konzert für Violine und Orchester, 1963
- Konzert für Ondes Martenot, 1964
- Skopje, Oratorium, 1964
- Morfographie, 1965
- Trio a Cordes, 1965
- Die Sonne der alten Erde, 1966
- Ballett Das Lied über den Liedern, 1968
- Konzert für Gitarre und Streichorchester op. 38, 1968
- Pacem in terris, Oratorium, 1968
- 2. Symphonie für Streichorchester, 1971
- 3 Lyrische Bilder für 3 Flöten und Streichorchester, 1973
- 3. Symphonie, 1976
- 4. Symphonie, 1977
- 5. Symphonie, 1984
- 6. Symphonie, 1987
- 7. Symphonie, 1988
- 8. Symphonie, 1989
- 9. Symphonie, 1991
- 10. Symphonie, 1992
- 11. Symphonie, 1992
- Das Aquarell, 1995
- Alexander der Große, Oratorium, 1996
- Ohrid, Oratorium, 1997